# Sternberg
För andra betydelser, se Sternberg (olika betydelser).

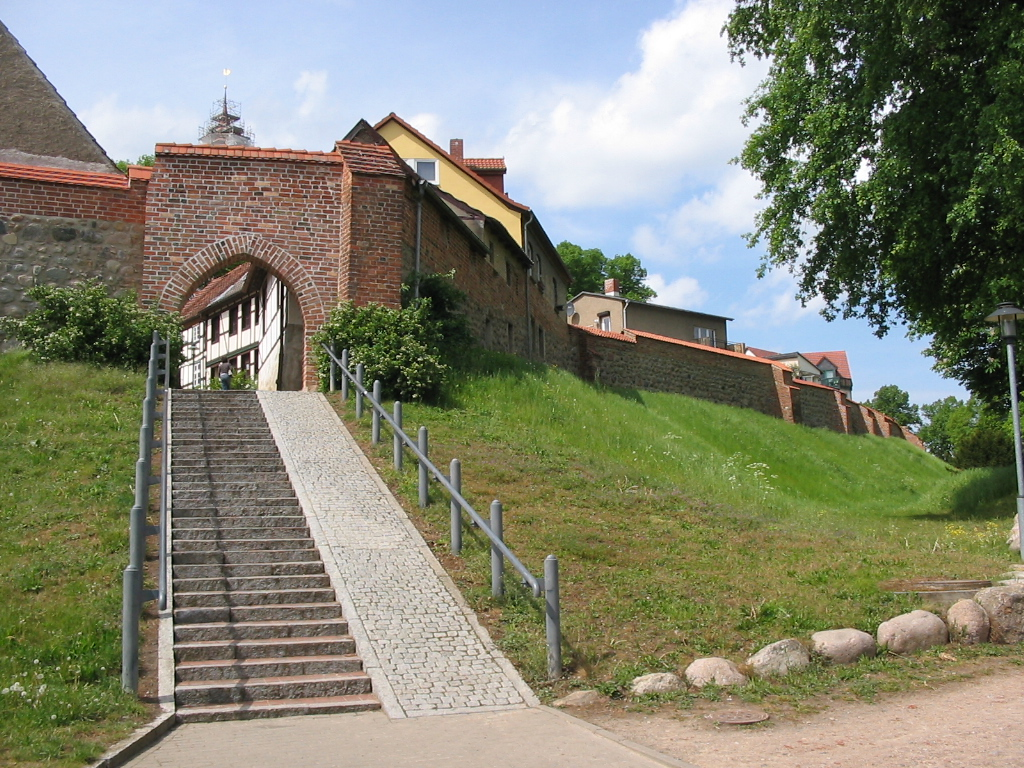
Sternbergs ringmur

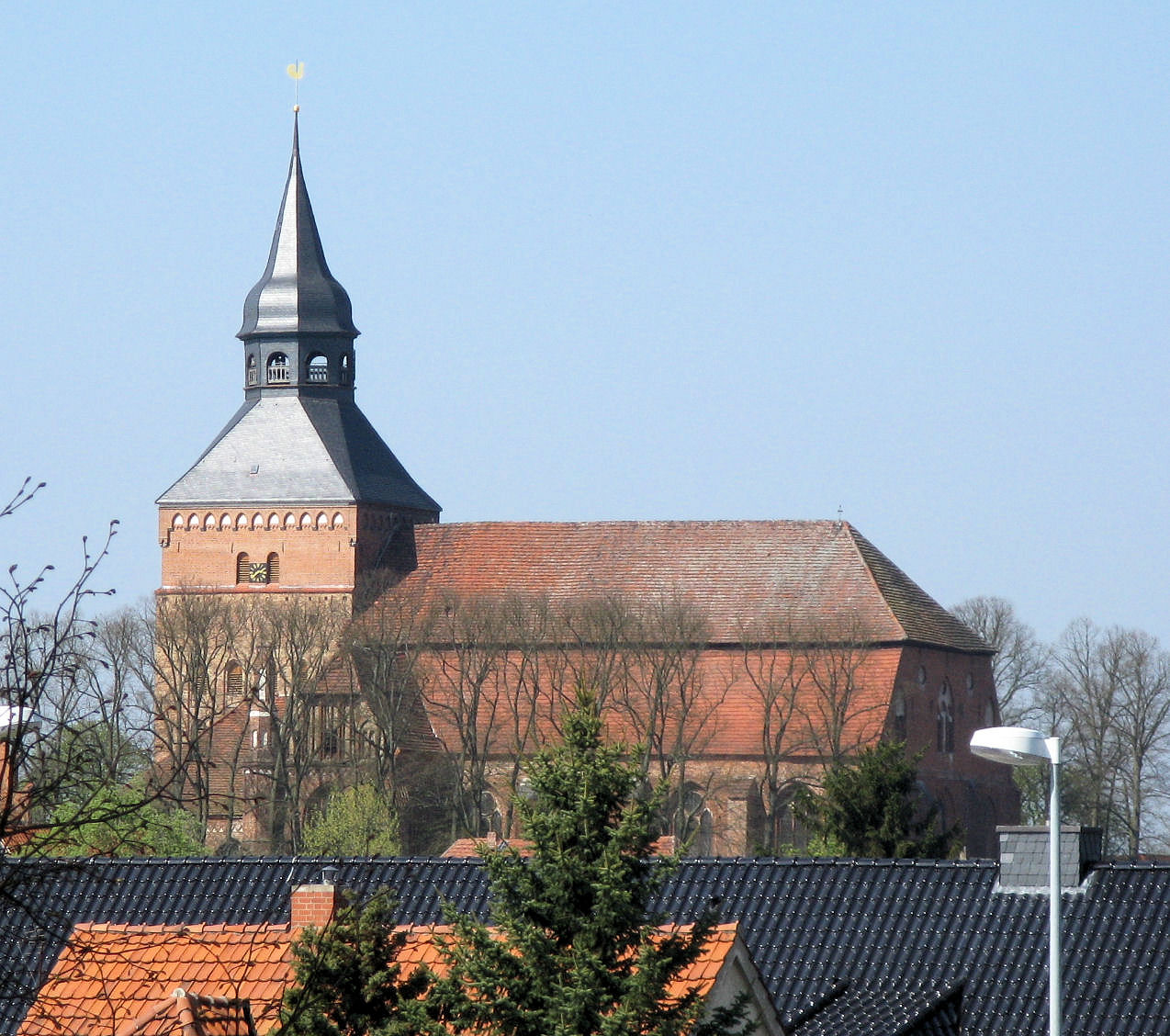
Stadskyrkan i Sternberg

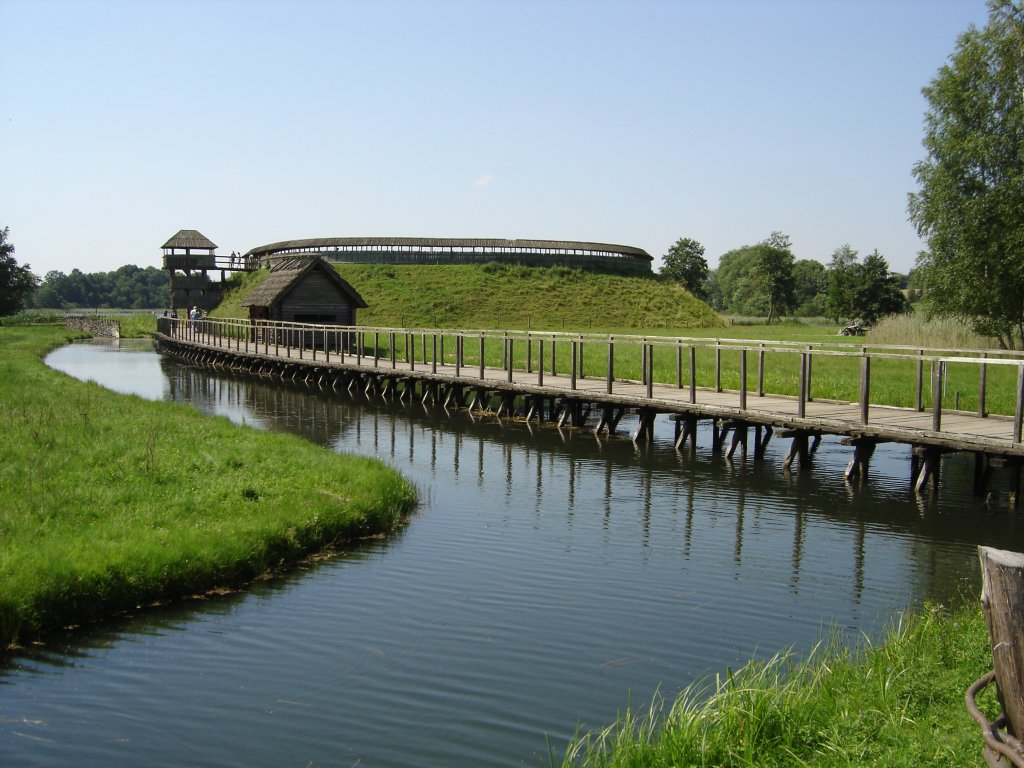
Rekonstruerad slavisk fornborg i ortsdelen Groß Raden

Sternberg  är en stad i det nordtyska förbundslandet Mecklenburg-Vorpommern.
Staden ingår i kommunalförbundet Amt Sternberger Seenlandschaft tillsammans med kommunerna Blankenberg, Borkow, Brüel, Dabel, Hohen Pritz, Kloster Tempzin, Kobrow, Kuhlen-Wendorf, Mustin, Weitendorf och Witzin.

## Geografi
Sternberg är belägen öster om Schwerin vid sjön Großer Sternberger See i distriktet Ludwigslust-Parchim.
I dag har staden tio ortsdelar:
| - Gägelow - Groß Görnow - Groß Raden - Klein Görnow - Neu Pastin | - Pastin - Sagsdorf - Sternberg - Sternberger Burg - Zülow |

## Historia
I början av 1200-talet anlades orten med planmässigt gatunät i närheten av en existerande slavisk borg. Orten fick sina stadsrättigheter 1248 av fursten Pribislaw I Den nya staden med namnet Sterneberg omnämns första gången 1256, där staden tillföll herrskapet Mecklenburg. 1310 blev staden residens för fursten Henrik II av Mecklenburg och var tidvis residens för hertigarna av Mecklenburg-Stargard under 1300- och 1400-talet. 1471/72 tillföll staden hertigdömet Mecklenburg-Schwerin.  Den 24 oktober 1492 utbröt en pogrom i Sternberg och 27 judar dödades. Judarna anklagades för hostieskändning.
Efter pogromen blev staden en pilgrimsort fram till reformationen, som infördes i Mecklenburg 1549 (Lantdagen avhölls i Sternberg).
Mellan 1275 och 1572 avhölls alla mecklenburska lantdagarna vid Sagsdorfer Brücke (svenska:Sagsdorfs bro), som var belägen nära Sternberg. På lantdagarna träffades de mecklenburgska ständerna. Efter 1572 var Sternberg omväxlandes samlingsplatsen med staden Malchin.

### 1800-talet och 1900-talet
Under 1800-talet anslöts staden till chaussén Schwerin-Güstrow (1840) och till järnvägen Wismar-Karow (1887).

### Östtyska tiden och tyska återföreningen
Under DDR-tiden var Sternberg huvudort i ett distrikt med samma namn, som tillhörde  länet Schwerin (1952 och 1990).

### Befolkningsutveckling
Befolkningsutveckling  i Sternberg
Källa:,,,

## Sevärdheter
- Kyrkan St. Maria och St. Nikolaus, från början av 1300-talet
- Stadskärnan med korsvirkehus och ringmur
- Friluftsmuseet i ortsdelen Groß Raden, med rekonstruerad slavisk fornborg

## Kommunikationer
Sternberg ligger vid förbundsvägarna (tyska:Bundesstraße) B 104 (Schwerin–Güstrow) och B 192 (Wismar – Plau am See).